# 原信子
原 信子（はら のぶこ、1893年〈明治26年〉9月10日 - 1979年〈昭和54年〉2月15日）は、日本の声楽家、大正時代から昭和時代にかけて活躍した国際的オペラ･ソプラノ歌手。五十嵐喜芳、大谷冽子、増田晃久、久富吉晴、松浦知恵子、松島詩子、伊藤京子、宗孝夫等多くの歌手を育てた。

## 略歴
青森県八戸市大工町出身、幼少期に一家で上京する。1903年（明治36年）から三浦環に師事。東京音楽学校器楽科に入学。のちに声楽科に移るも中退し、その後ハンカ・ペツォールトやアドルフォ・サルコリに師事して声楽を修める。20歳の時、上海のヴィクトリア劇場で「蝶々夫人」に出演、歌手としてデビュー。
外遊のため退団した三浦環の後任として、帝国劇場歌劇部に入る。帝劇では1913年（大正2年）公演の「魔笛」でデビューする。その後歌劇部は洋劇部と改称し1916年（大正5年）に解散、信子は赤坂のローヤル館に移る。1917年（大正6年）11月、ローヤル館を去る。
1917年、原信子歌劇団を結成。浅草で大衆的なオペレッタを次々と上演、田谷力三、高田雅夫、藤原義江らとともに、いわゆる浅草オペラの一時代を築いた。1919年（大正8年）、突然の引退宣言。翌年、さらなる本格オペラを学ぶためアメリカに渡り、マンハッタンオペラに出演する幸運に恵まれる。その後カナダを経由してイタリアに留学、そこでサルヴァトーレ・コットーネに師事。また、プッチーニやマスカーニの知遇を得た。

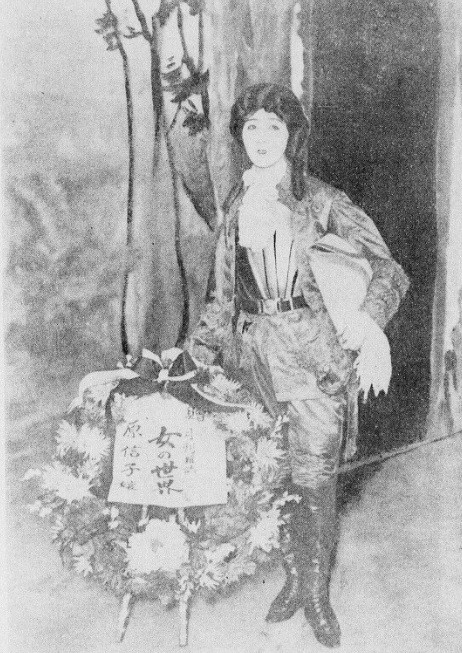
原信子 1919年頃

1921年

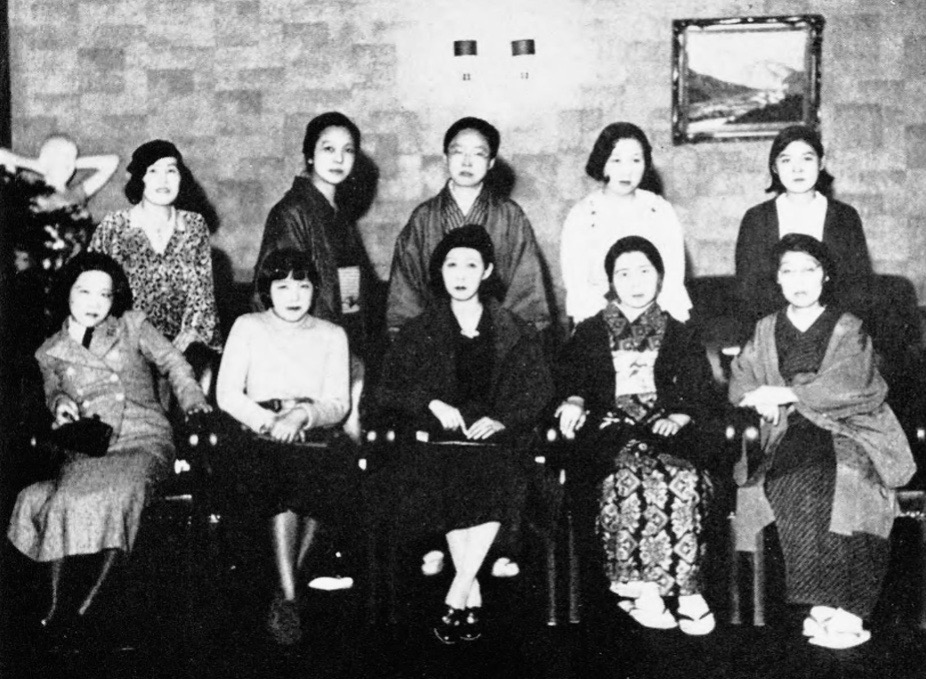
1934年4月16日、公開されて間もないアメリカ映画『生活の設計』について語る座談会が日比谷ダイビルのレインボーグリルで開かれた。前列左から、林芙美子、三宅艶子、原信子、円地文子、長谷川時雨。後列左から、長谷川春子、富本一枝、岡田禎子、松山房枝、松山みつえ。

1928年（昭和3年）、日本人で初めてミラノ・スカラ座の専属となり、1933年（昭和8年）まで所属、プッチーニやトスカニーニの指導を受ける。
1934年（昭和9年）、日本に帰国後、歌劇研究所を主宰してオペラ運動に尽力。藤原歌劇団では「トスカ」「ミニヨン」に出演した。1938年（昭和13年）4月、第6回日本音楽コンクールの声楽部門の審査員の一人となる。
1950年（昭和25年）に毎日音楽賞、1951年（昭和26年）に伊庭歌劇賞を受ける。

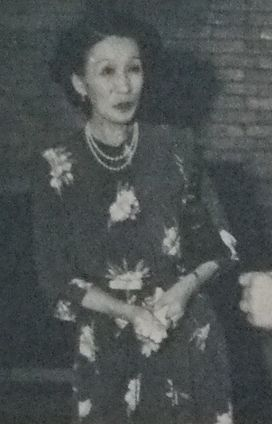
1951年のユーディ・メニューイン訪日公演時

1952年（昭和27年）、團伊玖磨作曲の「夕鶴」の初演で、主演のつう役を演じた。その後も原信子歌劇研究所で晩年まで指導にあたった。
1979年、東京都内にて85歳で死去した。墓所は冨士霊園。

### 録音
留学前は、唱歌やアリアなど多くのレコードを吹き込んでいる。
スカラ座に所属していた1928年にはイタリアのフォノティピアに、
- 1月11日、プッチーニの「蝶々夫人」より「或る晴れた日に」
- 1月12日、同「可愛い坊や」
- 5月29日、本居長世作曲「関の夕ざれ」、同作曲野口雨情作詞の「別後」

と、計4曲2枚のレコードを録音。これは当時日本でもオデオンレコードでプレスされ、海外に出た後も衰えぬ人気が窺える。
現在でも、SPを復刻したCDが複数出ており、歌声を聴くことが出来る。他に「埴生の宿」、ウィリアム・ヘイス作曲の「故郷の廃家」、「ソルヴェーグの歌」（復刻版有り）等の録音を残している。

## 家族
『八戸　これは巷のはなしでございあんす』によると、原信子の父親は原十目吉であるとされるが、同書は地元の老人の口述をまとめたものであり、実父か養父かなど詳細は不明。原十目吉は八戸市大工町の侠客で、1893年に「帝国済民会」を設立し、バプティスト伝道師の中野徳次郎より受洗、各地で1000人にのぼる会員を集めながら上京、東京を含め500戸以上の貧民を調査したことで知られる。講演活動業のほか、台湾の日本統治が始まると渡台して賀田組殖產部主任となり、清国人台湾上陸条例により清国人労働者の請負を独占した三井物産の藤原銀次郎らとともに華民会館を設立するなど人足管理などに携わった。三女のちゑ（1887-1909）は子爵清岡龍（清岡公張長男）の妻となったが早世した。
バレリーナの片山安子（片山潜と前妻の娘）は従妹とされる。潜の後妻は原たま（賜子）といい、八戸出身。
夫に英国人ギャズビー